# Aleksa Kokić
Aleksa Kokić (* 14. Oktober 1913 in Subotica; † 17. Juli 1940 in Cetinje) war ein Schriftsteller, Dichter, Prosaist und Essayist der Bunjewatzen. Er schrieb die Theaterstücke und übersetzte auf Tschechisch, Slowakisch, Ungarisch und Deutsch.
Er besuchte die Grundschule in Subotica. Das Abitur bestand er im jesuitischen Gymnasium in Travnik.
Kokić studierte Theologie in Zagreb. Während seines Studiums wurde er von Bischof Lajčo Budanović zum Priester geweiht. Danach war er Priester in Subotica.
Später studierte er wieder in Zagreb, diesmal Slawistik.
Er starb plötzlich, während eines Militärmanövers im Rahmen seines regulären Wehrdienstes.
Aleksa Kokić war der Ideologe des Kroatismus der Bunjewatzen. Seine Strophen stehen auf einer Gedenktafel in Subotica "Hrvati bili smo uvijek - Hrvati odsad biti" am Gebäude der Pučka kasina.

## Werke
- Klasovi pjevaju, (1936)
- Zvona tihe radosti, (1938)
- Bunjevci i Šokci, (1939) (zusammen mit Marko Čović)
- Slikovnica kršćanskog nauka (1939)
- Srebrno klasje,  (1962)

Seine Werke brachten ihm einen Platz in den Anthologien der Prosa und Lyrik der bunjewatzische Kroaten von Geza Kikić.